# Billy-sur-Oisy
Pour les articles homonymes, voir Billy et Oisy.
Billy-sur-Oisy est une commune française, située dans le département de la Nièvre en région Bourgogne-Franche-Comté.

## Géographie
Située à 8 km à l'ouest de Clamecy, sous-préfecture de la Nièvre, Billy-sur-Oisy est longée par la rivière l'Oisy, petit affluent du Sauzay, lui-même affluent du Beuvron et sous-affluent de l'Yonne, à Clamecy.
Le village est à 185 m d'altitude.
À 500 m au sud du village se trouve une butte nommée Château-Musard, culminant à 232 m d'altitude, avec à son pied côté ouest une source importante : la fontaine du Grés.

### Communes limitrophes
|                         | Druyes-les-Belles-Fontaines (Yonne) | Andryes (Yonne)     |
| Étais-la-Sauvin (Yonne) | Billy-sur-Oisy                      | Oisy                |
| Entrains-sur-Nohain     | Corvol-l'Orgueilleux                | Trucy-l'Orgueilleux |

### Climat
Pour des articles plus généraux, voir Climat de la Bourgogne-Franche-Comté et Climat de la Nièvre.
En 2010, le climat de la commune est de type climat océanique dégradé des plaines du Centre et du Nord, selon une étude du Centre national de la recherche scientifique s'appuyant sur une série de données couvrant la période 1971-2000. En 2020, Météo-France publie une typologie des climats de la France métropolitaine dans laquelle la commune est exposée à un climat océanique altéré et est dans la région climatique  Centre et contreforts nord du Massif Central, caractérisée par un air sec en été et un bon ensoleillement. 
Pour la période 1971-2000, la température annuelle moyenne est de 11 °C, avec une amplitude thermique annuelle de 15,9 °C. Le cumul annuel moyen de précipitations est de 781 mm, avec 12 jours de précipitations en janvier et 7,6 jours en juillet. Pour la période 1991-2020, la température moyenne annuelle observée sur la station météorologique de Météo-France la plus proche, « Clamecy », sur la commune de Clamecy à 8 km à vol d'oiseau, est de 11,5 °C et le cumul annuel moyen de précipitations est de 707,4 mm. 
La température maximale relevée sur cette station est de 40,7 °C, atteinte le 25 juillet 2019 ; la température minimale est de −14 °C, atteinte le 9 février 2012,,. 
Les paramètres climatiques de la commune ont été estimés pour le milieu du siècle (2041-2070) selon différents scénarios d'émission de gaz à effet de serre à partir des nouvelles projections climatiques de référence DRIAS-2020. Ils sont consultables sur un site dédié publié par Météo-France en novembre 2022.

## Urbanisme

### Typologie
Au 1er janvier 2024, Billy-sur-Oisy est catégorisée commune rurale à habitat dispersé, selon la nouvelle grille communale de densité à sept niveaux définie par l'Insee en 2022.
Elle est située hors unité urbaine. Par ailleurs la commune fait partie de l'aire d'attraction de Clamecy, dont elle est une commune de la couronne,. Cette aire, qui regroupe 45 communes, est catégorisée dans les aires de moins de 50 000 habitants,.

### Occupation des sols
L'occupation des sols de la commune, telle qu'elle ressort de la base de données européenne d’occupation biophysique des sols Corine Land Cover (CLC), est marquée par l'importance des territoires agricoles (64 % en 2018), une proportion identique à celle de 1990 (64 %). La répartition détaillée en 2018 est la suivante : terres arables (57,1 %), forêts (34,9 %), zones agricoles hétérogènes (5,4 %), prairies (1,5 %), zones urbanisées (1 %). L'évolution de l’occupation des sols de la commune et de ses infrastructures peut être observée sur les différentes représentations cartographiques du territoire : la carte de Cassini (XVIIIe siècle), la carte d'état-major (1820-1866) et les cartes ou photos aériennes de l'IGN pour la période actuelle (1950 à aujourd'hui).

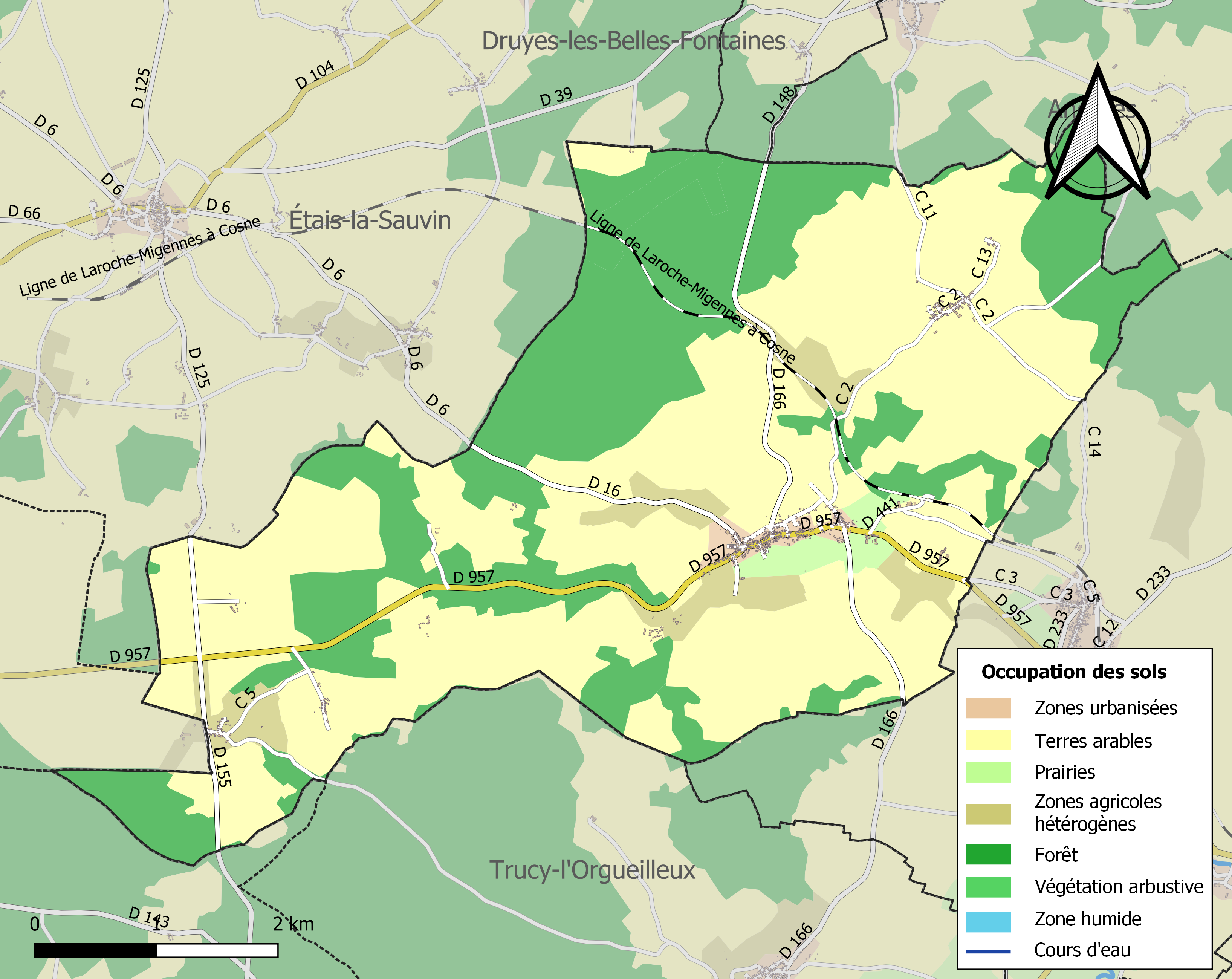
Carte des infrastructures et de l'occupation des sols de la commune en 2018 (CLC).

## Toponymie
Le nom de la localité est attesté sous la forme Billiacum, du nom d'homme gaulois Billius, suivi du suffixe gaulois *-ācon de localisation ou de propriété, latinisé en -acum dans les textes.

## Histoire

### Préhistoire
Billy-sur-Oisy a une origine très ancienne comme en témoignent les nombreux silex taillés et tessons de poterie trouvés sur son territoire.

### Époque gallo-romaine
Bourgade gauloise, ville forte au temps de la Gaule romaine, une voie romaine passe à proximité. De nombreuses monnaies trouvées dans les environs renforcent cette thèse.

### Moyen Âge
Le bourg devient une baronnie au Moyen Âge. Vers 1215 le comte de Nevers Hervé IV de Donzy et son épouse Mahaut de Courtenay relèvent le château Murat sur la butte de Château-Musard et l'agrandissent à 200 mètres de long sur 50 de large, avec une enceinte de 900 m comprenant douze tours. Les comte et comtesse viennent fréquemment y séjourner. Après la mort de Mahaut de Courtenay en 1257, le château est progressivement délaissé ; il n'en subsiste aujourd'hui que des ruines. En 1296 Louis de Flandre comte de Nevers rend hommage de cette baronnie à Pierre de Mornay 65e évêque d'Auxerre.
Fondelin et La Vignelle étaient autrefois des fiefs dépendant de la seigneurie de Saint-Vérain. De grands domaines sont également présents sur la commune : Charrier, le Colombier, la Motte, Villemouron, la Villeneuve et le Fey. Ce dernier a la particularité d’être sur deux communes, Billy et Étais-la-Sauvin et sur deux départements : la Nièvre et l’Yonne.

### Temps modernes
En 1544, François Ier autorise, par lettre patente, les habitants à créer foires et marchés et à entourer, à leurs frais, le village de murailles. Une tour en est l'unique vestige (propriété privée de nos jours).
L'église Saint-Laurent possède un chœur du XIIIe siècle à chevet plat. À l’intérieur se trouve un beau retable en bois sculpté du XVIIIe siècle. La nef et le clocher ont été reconstruits à partir de 1777.
Cet ancien village de vanniers n’a pas gardé le souvenir de cette activité exercée pendant environ 350 ans sur le site.
Les vignes, avant le phylloxéra y étaient nombreuses sur les versants sud des collines. Les vignerons résidaient entre autres à Savigny, hameau autrefois bien différencié du bourg lui-même.
La commune comprend aussi le village de Charmois où les tisserands ont été nombreux et qui dépendait de la justice d'Andryes.

## Politique et administration
| Période   | Période   | Identité          | Étiquette | Qualité |
| --------- | --------- | ----------------- | --------- | ------- |
| 1935      | 1942      | Charles Moreau    |           |         |
| 1942      | 1945      | Auguste Nicole    |           |         |
| 1945      | 1949      | Léon Girault      |           |         |
| 1949      | 1953      | Julien Fougerat   |           |         |
| 1953      | 1959      | Léon Girault      |           |         |
| 1959      | 1971      | Germain Pesson    |           |         |
| 1971      | mars 1977 | Clément Fromageot |           |         |
| mars 1977 | mars 1995 | Martial Mélinger  | PCF       |         |
| mars 1995 | oct. 2003 | François Christel |           |         |
| nov. 2003 | mars 2008 | Yvette Martin     |           |         |
| mars 2008 | En cours  | Hervé Bourgeois   |           |         |

## Démographie
L'évolution du nombre d'habitants est connue à travers les recensements de la population effectués dans la commune depuis 1793. Pour les communes de moins de 10 000 habitants, une enquête de recensement portant sur toute la population est réalisée tous les cinq ans, les populations de référence des années intermédiaires étant quant à elles estimées par interpolation ou extrapolation. Pour la commune, le premier recensement exhaustif entrant dans le cadre du nouveau dispositif a été réalisé en 2008.
En 2022, la commune comptait 367 habitants, en évolution de −1,87 % par rapport à 2016 (Nièvre : −3,28 %, France hors Mayotte : +2,11 %).
| 1793 | 1800 | 1806 | 1821 | 1831  | 1836  | 1841  | 1846  | 1851  |
| ---- | ---- | ---- | ---- | ----- | ----- | ----- | ----- | ----- |
| 840  | 895  | 929  | 958  | 1 158 | 1 207 | 1 260 | 1 292 | 1 333 |

| 1856  | 1861  | 1866  | 1872  | 1876  | 1881  | 1886  | 1891  | 1896 |
| ----- | ----- | ----- | ----- | ----- | ----- | ----- | ----- | ---- |
| 1 397 | 1 327 | 1 400 | 1 322 | 1 192 | 1 183 | 1 057 | 1 326 | 928  |

| 1901 | 1906 | 1911 | 1921 | 1926 | 1931 | 1936 | 1946 | 1954 |
| ---- | ---- | ---- | ---- | ---- | ---- | ---- | ---- | ---- |
| 885  | 858  | 806  | 668  | 615  | 622  | 597  | 587  | 531  |

| 1962 | 1968 | 1975 | 1982 | 1990 | 1999 | 2006 | 2008 | 2013 |
| ---- | ---- | ---- | ---- | ---- | ---- | ---- | ---- | ---- |
| 484  | 464  | 427  | 389  | 392  | 400  | 413  | 417  | 382  |

| 2018 | 2022 | - | - | - | - | - | - | - |
| ---- | ---- | - | - | - | - | - | - | - |
| 365  | 367  | - | - | - | - | - | - | - |

## Économie et vie sociale
La vie associative y est notamment animée par l'association Culture et Loisirs qui organise, entre autres, à l'automne, la Fête de la pomme, et par le groupe théâtral amateur Les Musardins, qui chaque année présente au public des pièces comiques et des sketches.
On trouve à Billy un certain nombre de commerces de proximité et différents services : 
- une école maternelle ;
- un bureau de poste ;
- une salle polyvalente pouvant recevoir 120 personnes pour séminaires, spectacles ou réunions à caractère familial.

## Culture et patrimoine

### Monuments et lieux touristiques
- Outre l'église Saint-Laurent, on trouve à Billy trois lavoirs anciens et une fontaine.
- Les nombreux sentiers de randonnée et un parcours de découverte jalonné de panneaux touristiques, permettent de découvrir les spécificités du bourg et des nombreux hameaux que compte la commune, ainsi que les rives de l'Oisy.
- La forêt couvre 366 hectares. Elle se compose de chênes, de sapins et d’essences fruitières. Elle est un lieu de promenades.

## Personnalités liées à la commune
- Charles-Auguste Bontemps (1893-1981), militant pacifiste et écrivain libertaire, né à Billy-sur-Oisy.